# Jean Bergeret (militare)
Jean-Marie Joseph Bergeret (Gray, 23 agosto 1895 – Neuilly-sur-Seine, 30 novembre 1956) è stato un generale e politico francese, ufficiale superiore dell'Armée de l'air, l'aeronautica militare francese. Durante la fase iniziale della seconda guerra mondiale ricoprì l'incarico di Capo di stato maggiore dell'aeronautica, e fu uno dei firmatari dell'armistizio del 22 giugno 1940 a Rethondes. Dopo aver aderito al governo di Vichy ricoprì l'incarico di Segretario di stato all'aeronautica (6 settembre 1940-18 aprile 1942) sotto i governi Laval V, Flandin II e Darlan I.

## Biografia
Nacque a Gray, nel dipartimento dell'Alta Saona, il 23 agosto 1895, e allo scoppio della prima guerra mondiale si arruolò volontario nell'esercito. Fu subito selezionato per frequentare il corso ufficiali presso l'École spéciale militaire de Saint-Cyr. Distintosi nel corso del conflitto, al suo termine frequentò la Scuola di guerra e nel 1928 transitò in forza all'aviazione. Dal dicembre 1928 all'agosto 1939 fu a capo del terzo bureau (ufficio operazioni) dello Stato maggiore dell'Armée de l'air, e subito prima dell'inizio del conflitto fu nominato generale di brigata aerea.
All'inizio del 1940 assunse l'incarico di Capo di stato maggiore dell'Armée de l'air, allora agli ordini del generale Joseph Vuillemin,  e dopo la disfatta dell'esercito francese il generale Charles Huntziger venne incaricato dal nuovo presidente del consiglio dei ministri, Maresciallo di Francia Philippe Pétain, di condurre le trattative per un armistizio con la Germania: l'armistizio era stato chiesto ai tedeschi dal ministro degli esteri francese Paul Baudouin, tramite l'ambasciatore spagnolo a Parigi. La delegazione transalpina incaricata di condurre le trattative era composta, oltre che da Huntziger, da Bergeret, dal viceammiraglio Le Luc e dall'ambasciatore Leon Noci. I delegati francesi furono portati nella foresta di Compiègne, dove li attendeva lo stesso vagone ferroviario, che i genieri tedeschi avevano tirato fuori con l'esplosivo dal museo in cui si trovava, in cui era stato firmato l'armistizio del novembre 1918. Arrivati nel vagone i delegati francesi vi trovarono la delegazione tedesca al gran completo, composta da Adolf Hitler, Erich Raeder, Hermann Göring, Walther von Brauchitsch, Wilhelm Keitel, Joachim von Ribbentrop e Rudolf Hess. L'atmosfera era gelida, i tedeschi sprezzanti: Keitel lesse in piedi una breve dichiarazione, poi alle 15:42 tutti i gerarchi tedeschi uscirono dal vagone tranne Keitel. Le ventiquattro clausole che componevano il testo dell'armistizio erano durissime. Alle 22:30 circa, con i tedeschi che avevano prontamente attivato una linea telefonica, chiamò Bordeaux, sede provvisoria del governo francese. Dall'altro capo del telefono rispose il generale Maxime Weygand il quale, apprese le condizioni, avrebbe voluto prendere ulteriore tempo ma egli replicò che non vi erano margini d'intesa. Weygand gli chiese dove si trovasse e Huntzinger risponde secco: “Nel vagone”. Weygand comprese subito che non vi erano più margini di trattativa, e i ministri francesi si riunirono d'urgenza e discussero fino alle 3:00 della notte per riprendere alle 8:00 del mattino e continuare per l'intero pomeriggio finché egli non richiamò. Disse che Keitel era disposto ad attendere ancora un'ora, al termine della quale avrebbe sospeso le trattative. A Bordeaux si resero conto che non vi era più nulla da fare e autorizzano il loro capodelegazione a firmare: l'armistizio tra Francia e Germania venne sottoscritto da Huntzinger e Keitel alle ore 18:50 del 22 giugno 1940. Il 24 giugno successivo Bergeret andò a Roma insieme alla delegazione francese incaricata di siglare l'armistizio con il Regno d'Italia. La firma avvenne a Villa Incisa, alla presenza del Capo di stato maggiore generale, Maresciallo d'Italia Pietro Badoglio: le clausole dell'armistizio italiano erano meno dure e l'atmosfera fu quasi cordiale.
Aderì al governo di Vichy e dopo l'attacco alla flotta da battaglia francese da parte della Royal Navy avvenuto a Mers-el-Kébir (3 luglio 1940), e la costituzione dell'Armée de l'air de l'armistice, tentò di organizzare un servizio aereo sanitario, con Goett come direttore, e lui come direttore aggiunto.
Il 6 settembre successivo il Maresciallo Pétain lo nominò Segretario di stato all'aviazione (SEA) al posto del generale Bertrand Pujo, e già il 30 riprese in mano l'idea del servizio aereo sanitario ma assegnandolo all'aviazione civile, e nominando Goett direttore.
Il 9 maggio 1941 il Commissario generale alle questioni ebraiche Xavier Vallat sottopose al governo di Vichy il progetto di modifica dello statuto degli ebrei emanato nell'ottobre 1940. Il solo ministero che insistette per l'adozione di tale misura, molto più restrittiva della precedente, fu il Segretariato di stato all'aviazione tramite una lettera del 13 maggio scritta dal Capo di gabinetto Jean Volpert Già il 17 gennaio 1941 egli aveva comunicato al Vice-presidente del Consiglio dei ministri che il SEA, a differenze delle altre amministrazioni, non avrebbe dato posti di lavoro agli ebrei privati delle loro posizioni. Il Ministero dell'aviazione del Terzo Reich, diretto dal generale Ernst Udet, e poi da Erhard Milch, che supervisionava l'industria aeronautica francese nella zona occupata in collaborazione con il SEA e il Militärbefelhshaber in Frankreich (MBF) adottò misure restrittive contro gli ebrei subito dopo l'inizio dell'attacco all'Unione Sovietica (giugno 1941). Nella zona libera di Vichy il SEA si accanì particolarmente contro due industriali di origine ebraica, Marcel Bloch e Paul Louis Weiller.
Con il ritorno al governo di Pierre Laval, il 18 aprile 1942, fu sostituito nell'incarico dal generale Jean-François Jannekeyn, venendo promosso generale di divisione aerea e assumendo nel contempo l'incarico di Ispettore della difesa aerea territoriale. L'inizio dell'invasione dei territori francesi dell'Africa del nord da parte degli alleati, l'8 novembre dello stesso anno, lo colse ad Algeri come aiutante dell'ammiraglio François Darlan. Nel marzo 1943 affiancò il generale Henri Giraud come Alto Commissario aggiunto al comando civile e militare del Nord Africa e comandante dell'aviazione in Africa equatoriale (AOF). In considerazione di questo fatto il regime di Vichy lo privò della nazionalità francese. Nel corso del 1943 il Comitato francese di liberazione nazionale di Algeri intentò un'azione legale contro di lui che culminò con il suo arresto avvenuto il 23 ottobre dello stesso anno.
Deferito innanzi all'Alta Corte di giustizia fu messo in libertà provvisoria nel settembre 1945, dopo la fine della guerra, e dichiarato il non luogo a procedere il 25 novembre 1948 fu reintegrato in servizio attivo. Andato in pensione nel 1950, si spense a Neuilly-sur-Seine il 30 novembre 1956.
Il personaggio del generale Bergeret è stato portato sullo schermo nel 1975 dall'attore Jean-Marie Robain nel film di Costa-Gavras L'affare della Sezione Speciale.

### Annotazioni
1. ↑  In lingua francese Secrétariat d'État à l'Aviation (SEA).
2. ↑  A quella data il generale Bergeret si trovava in un giro d'ispezione che lo avrebbe condotto in Siria e Nord Africa. Volpert, Capo di gabinetto del ministero, era un ingegnere che aveva frequentato il Polytecnique.
3. ↑  Assunse l'incarico di aiutante e capo di stato maggiore dell'ammiraglio Darlan in data 13 novembre 1942.

### Fonti
1. 1 2 3  de Ruffray, Masson 1992, p. 67.
2. 1 2 3 4 5 6 7 8 9  Tucker 2003, p. 24.
3. 1 2  Jarry 2008, p. 40.
4. 1 2 3 4 5 6 7 8  Williams 2005, pp. 332-336.
5. ↑  Instruction provisoire no 3586-1/3 EMAA, Vichy le 9 août 1940. Organisation provisoire du service de santé de l'Air. SHD/DAA, 3 D 261.
6. ↑  Jarry 2008, p. 41.
7. ↑  Ministère des Affaires étrangères et européene 2009, p. 375.
8. ↑  Lettre no 7/S/Santé, Vichy le 27 janvier 1941. Organisation du service de santé de l'Air à l'administration centrale. SHD/DAA, 3 D 261.
9. 1 2  d'Abzac-Epezy 2008, pp. 75-89.
10. 1 2  Reynaud 1997.

### Periodici
- (FR) Claude d'Abzac-Epezy, Le général Bergeret et l'armée de l'Air de Vichy, in Revue historique des armées, n. 11, marzo 1993,  pp. 32-34.
- (FR) Claude d'Abzac-Epezy, Le secrétariat d'État à l'Aviation et la politique d'exclusion des Juifs, in Archives Juives, vol. 41, Les Belles lettres, gennaio 2008,  pp. 75-89.
- Pier Paolo Battistelli, Il colpo di Falce, in Storia Militare, n. 11, Parma, Ermanno Albertelli Editore, agosto 1994,  pp. 43-48, ISSN 1122-5289.
- Giuseppe Federico Ghergo, Francia 1940, in Storia Militare, n. 192, Parma, Ermanno Albertelli Editore, settembre 2009,  pp. 27-37, ISSN 1122-5289 (WC · ACNP).